# Maltose
 (mai 2021).
Le maltose, aussi connu sous le nom de sucre de malt (car il apparaît dans les grains d'orge en germination), est un oligoside de 2 unités, composés de deux molécules de glucose.

## Structure

Figure 1 : Maltose : (I) modèle 3D ; (II) représentation en chaise

Le maltose est un diholoside (figure 1) de formule brute C12H22O11. Sa masse molaire est, comme tous les diholosides, de 342 g·mol-1.
Son nom officiel est l'α-D-glucopyranosyl(1→4)D-glucopyranose. Il peut être symbolisé par Glc-Glc. Il est parfois appelé di-glucose.

### Homodiholosides de glucose
D'autres diholosides sont aussi composés de deux molécules de glucose, cependant leur liaison osidique est de nature différente ce qui leur confère des propriétés différentes :
- tréhalose α(1→1)α ;
- kojibiose α(1→2) ;
- nigerose α(1→3) ;
- isomaltose α(1→6) ;
- laminaribiose β(1→3) ;
- cellobiose β(1→4) ;
- gentiobiose β(1→6).

(Maltose α(1→4))

### Oligoside
Le maltose est au début d'une série biochimique importante, car si une unité de glucose lui est ajoutée, celui-ci devient le maltotriose, puis malto-tétrose, et ainsi de suite. Des molécules à longue chaîne du glucose s'appellent parfois les maltosides. Le maltose est le produit de l'hydrolyse enzymatique du glycogène et de l'amidon par une amylase.

## Hydrolyse
Le maltose peut être obtenu à partir de l'hydrolyse de l'amidon de différentes céréales telles que le maïs ou l'orge. L'orge malté en produit naturellement lors de la germination, la production est accélérée lors de la fabrication de la bière ou du sirop d'orge malté.
La maltase (α(1-4)-D-glucosidase) hydrolyse le maltose en deux unités de glucose.

## Pouvoir sucrant
Le maltose a un pouvoir sucrant (PS) largement inférieur au saccharose, sa saveur sucrée étant de 33 % de celle du saccharose (à poids égal) qui a un pouvoir sucrant de 100.

## Propriétés chimiques
Le maltose est un sucre réducteur, le carbone hémiacétalique d'un glucose est libre.
Sa liaison chimique entre le C1 et le C4 est glycosidique et hydrolysable :
- en milieu acide ;
- par une enzyme spécifique de la classe des hydrolases appelée maltase.

Une mutarotation est possible sur un des deux glucoses.
Le maltose est utilisé pour faire le maltitol, un polyol au goût moins sucré que le saccharose avec près de 75-90 %.